# Poschiavo
Poschiavo (en alemán y romanche Puschlav; en lombardo: Pus'ciav) es una comuna suiza del cantón de los Grisones, situada en la región de Bernina. Limita al norte con las comunas de Pontresina, Livigno (IT-SO) y Valdidentro (IT-SO), al este con Grosio (IT-SO) y Grosotto (IT-SO), al sur con Brusio, y al oeste con Chiuro (IT-SO) y Lanzada (IT-SO).